# دوريان هاروود
دوريان هاروود (بالإنجليزية: Dorian Harewood)‏ مواليد 6 أغسطس 1950 في دايتون، الولايات المتحدة، هو ممثل أمريكي بدأ مسيرته الفنية سنة 1975. فاز بجائزة المسرح العالمي.

## الأعمال

### مسلسلات
- الجميلة والوحش
- الجنة السابعة
- ستارغيت إس جي 1
- سجلات ساره كونر

### ألعاب فيديو
- أونيموشا 3: حصار العفريت
- ديابلو 3
- ميتال غير رايزنج: ريفنجنس

## روابط خارجية
- دوريان هاروود على موقع IMDb (الإنجليزية)
- دوريان هاروود على موقع روتن توميتوز (الإنجليزية)
- دوريان هاروود على موقع ألو سيني (الفرنسية)
- دوريان هاروود على موقع أول موفي (الإنجليزية)
- دوريان هاروود على موقع قاعدة بيانات برودواي على الإنترنت (الإنجليزية)
- دوريان هاروود على موقع إن إن دي بي (الإنجليزية)
- دوريان هاروود على موقع أول ميوزيك (الإنجليزية)
- دوريان هاروود على موقع ديسكوغز (الإنجليزية)
- دوريان هاروود على موقع قاعدة بيانات الفيلم (الإنجليزية)